# 2. honvedski pehotni polk (Avstro-Ogrska)
Za druge 2. polke glejte 2. polk.
2. honvedski pehotni polk (izvirno nemško k.u. Landwehr Infanterie Regiment Nr. 2; dobesedno slovensko: Cesarsko-madžarski honvedski pehotni polk št. 2) je bil pehotni polk avstro-ogrskega Honveda.

## Zgodovina
Polk je bil ustanovljen leta 1886.

### Prva svetovna vojna
Polkovna narodnostna sestava leta 1914 je bila sledeča: 54% Romunov, 28% Madžarov in 18% drugih.
Polkovni štab in I. ter II. bataljon so bili nastanjeni v Budimpešti, medtem ko je bil III. bataljon nastanjen v Aradu.
Potem, ko je leta 1915 po bitki za Przemyśl polk prešel v rusko vojno ujetništvo, ga niso obnovili.

## Poveljniki polka
- 1914: Alexander Vincz von Vinczfalva[4]